# 感染制御チーム
感染制御チーム（かんせんせいぎょチーム、英語: Infection Control Team、略称: ICT）とは、病院など医療施設において感染管理を担当する専門職によるグループを指す。施設によって感染防止チーム、院内感染対策チームとも呼ばれる。

## 概要

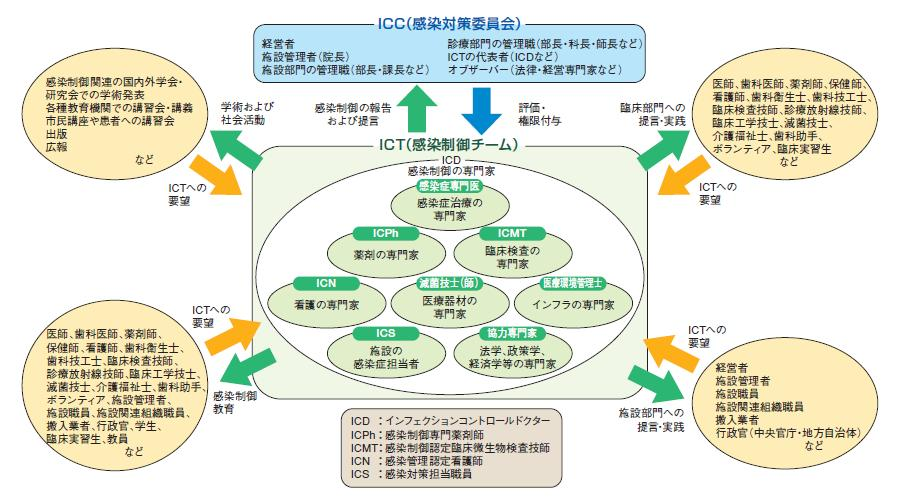
感染制御チームと感染制御委員会の役割図

日本国内では2002年4月の診療報酬改定を機に「院内感染防止対策未実施減算」が実施され、法的な裏付けと共に普及は進んだものの、加算ではないため財政的な裏付けは十分とは言えない。
一般に医師・看護師・薬剤師・臨床検査技師・設備管理者によって構成される。通常は各部門のスタッフが兼任するが、大規模医療施設では独立部門として運営されることもあり、時には実働部隊の感染制御チームからの報告を基に感染制御委員会が経営管理レベルの意思決定を行う例もある。

## 主な業務
- 院内感染サーベイランス
  - 集団発生が疑われる場合に感染経路を同定して介入する。
  - 近隣施設と情報を共有し、地域単位での集団発生に早期介入を図る。
- 特定の感染症が疑われる場合に適切な隔離予防策を指導
- 標準予防策や手洗いなどの職員教育
- 予防接種や健康診断を通じた職員への感染予防
- 消毒薬や清掃器具の選定・配置・使用法教育
- 医療廃棄物の適正管理
- 中央洗浄・消毒部門の品質管理
- 施設増改築に際して感染対策に配慮した設計を提言
- 院内工事に際して、工事関係者の職業安全と施設利用者への感染予防を計画
- 新たな治療法や医薬品・医療器具の導入に際し、感染管理上の安全確認
- バイオテロに備えた非常計画の策定、必要資材の備蓄、発生時には施設運営を主導。

## 感染管理専門資格
- 感染症専門医
- インフェクションコントロールドクター (ICD)
- 感染管理看護師 (ICN)
- 感染制御専門薬剤師 (ICPM)
- 感染制御認定臨床微生物検査技師 (ICMT)
- 感染管理歯科衛生士 (ICDH)
- 感染管理介護福祉士 (ICCW)
- 滅菌技士（第一種・第二種）
- 医療環境管理士

## 関連団体
- 日本環境感染学会
- 日本感染症学会
- 日本口腔感染症学会
- 医療の質・安全学会
- 日本病院薬剤師会
- (社)日本看護協会
- 口腔保健協会
- ICD制度協議会